# برمت
برمت (بالألبانية: Përmeti) هي مدينة و بلدية تقع في ألبانيا في مقاطعة غيروكاستر.[بحاجة لمصدر] يقدر عدد سكانها بـ 10,614 نسمة (تعداد عام 2011).

## أعلام
- طرخان باشا البرمدي